# Harpalus anxius
Harpalus anxius es una especie de escarabajo del género Harpalus, familia Carabidae. Fue descrita científicamente por Duftschmid en 1812.
Habita en Irlanda, Gran Bretaña, Dinamarca, Suecia, Finlandia, Francia, Bélgica, Países Bajos, Alemania, Suiza, Austria, Chequia, Eslovaquia, Hungría, Polonia, Estonia, Letonia, Lituania, Bielorrusia, Ucrania, España, Italia, Eslovenia, Croacia, Bosnia y Herzegovina, Yugoslavia, Macedonia del norte, Albania, Grecia, Rumania, Moldavia, Turquía, Kazajistán, Kirguistán, China, Rusia y Mongolia.
La especie mide entre 6,8 y 8,2 milímetros (0,27 y 0,32 pulgadas) de largo y es de color negro.